# Rildo Amaral
Rildo de Oliveira Amaral (Imperatriz, 22 de maio de 1977) é um político brasileiro, filiado ao Progressistas (PP) e atual prefeito do município de Imperatriz.
É professor de educação física da rede municipal de Imperatriz e graduado em Administração de Empresas pela Universidade Estadual do Maranhão.
Foi eleito vereador em Imperatriz em 2008, pelo Partido Verde, sendo reeleito em 2012 e 2016. Nas eleições de 2018 e 2022, foi eleito deputado estadual pelo MA. Em 2024, foi eleito prefeito de Imperatriz.